# Завод стеклопластиковых труб
ООО НПП «Завод стеклопластиковых труб» — российское научно-производственное предприятие, специализирующееся на выпуске стеклопластиковых труб и фасонных изделий (фитингов) высокого давления. Основано в 2002 году. Производство расположено на промплощадке в Зеленодольском районе вблизи Казани.

## История
В 2002 году ООО «Татнефтьиндустрия» и ОАО «Татнефть» создали совместное предприятие ООО НПП «Завод стеклопластиковых труб». В том же году были успешно проведены опытно-промышленные испытания стеклопластиковых насосно-компрессорных труб на нагнетательных скважинах системы поддержания пластового давления месторождений ОАО «Татнефть» и был начат промышленный выпуск продукции.
В 2005 году запущены в производство трубы с условным внутренним диаметром 100 мм, в 2006 году — 150 мм, в 2011 году — 200 мм. Система управления качеством предприятия соответствует требованиям международных стандартов API Q1, ISO/TS 29001, ISO 9001. Продукция предприятия получила высокие отзывы нефтяников в ходе эксплуатации в условиях высокоагрессивных сред.
В настоящее время ООО НПП «Завод стеклопластиковых труб» является крупнейшим в России производителем насосно-компрессорных, обсадных и линейных труб нефтяного сортамента высокого давления..

## Продукция и клиенты
- Стеклопластиковые насосно-компрессорные и обсадные трубы
- Стеклопластиковые линейные трубы
- Стеклопластиковые фасонные изделия

В число клиентов ООО НПП «Завод стеклопластиковых труб» входят ОАО «Татнефть», НК «Роснефть», ОАО «Сургутнефтегаз», ОАО «РуссНефть», нефтяные компании Казахстана, Белоруссии и ряда других зарубежных стран.

## Руководство
Генеральный директор (c 2002 года) — Сергей Волков, выпускник Казанского авиационного института, по специальности — ракетчик, работал в ЦСКБ (ныне — «ЦСКБ-Прогресс», Самара), возглавлял институт «Татнефтегазстройпроект» (Альметьевск), занимал должность заместителя гендиректора объединения «Татжилкомхоз» (Казань), с 1995 года занимается проектом производства стеклопластиковых труб.

## Признание
Предприятие и его руководство отмечены рядом престижных российских и международных наград, включая «Европейскую награду за лучшую практическую деятельность 2012», сертификат Европейского фонда менеджмента качества «Признанное совершенство», международную премию «Человек года — 2012» в номинации «Организации и компании года».